# Antipozitivismus
Ve společenských vědách je antipozitivismus, některými zdroji nazýván též interpretivismus, negativismus či antinaturalismus, teoretickým postojem, jenž vyzdvihuje zcela odlišnou epistemologii v rámci zkoumání sociální oblasti. Zastánci antipozitivismu přicházejí s revolučním názorem, že k pochopení společnosti je zapotřebí spíše subjektivita, než objektivita využívaná v rámci vědeckých metod v oblasti přírodních věd. Právě proto je hlavním pilířem antipozitivistické epistemologie víra, že jazyk je to skutečné a zásadní, co utváří a formuje vnímání sociálního světa, který jednotliví badatelé zkoumají a definují a od čehož se nelze plně oprostit.

## Evoluce konceptu antipozitivismu aneb historický kontext
Antipozitivismus jako takový se začal rozvíjet mezi badateli nespokojenými s postpozitivismem. Jejich hlavním argumentem byla přílišná obecnost teorií, která neumožňovala reflektovat nuance a proměnlivosti ve společnosti. V 18. století přišel s prvními myšlenkami, které se dají označit jako antipozitivistické, italský filosof Giambattista Vico – podle něj je sociální svět srozumitelnější než svět přirozený, jelikož je výtvorem člověka samotného.
Samotná historie antipozitivismu sahá do 19. století, kdy jeho základy položil německý filozof Georg Simmel, který se svou otázkou „Co je společnost?“ odkazoval na otázku Immanuela Kanta „Co je příroda?“. Se vznikem antipozitivismu je spojován i německý sociolog Max Weber, jenž trval na tom, že jakýkoliv výzkum by měl být zaměřen na interpretativní porozumění (něm., Verstehen). Kritici principu Verstehen zastávají názor, že neexistuje žádná metodologická jednota vědy, tudíž nelze používat stejné nástroje ke studiu přírodních a společenských věd. Max Weber vycházel z názorů německých vědců Wilhelma Diltheyho a Heinricha Rickerta, kteří zpochybňovali sociologický pozitivismus a sociologický naturalismus, protože podle nich se svět společnosti od světa přírody liší v aspektech jako významy, symboly, pravidla, normy a hodnoty – souhrnně kultura.
Především díky práci Georga Simmela, který byl po celý život relativně izolovaný od sociologické akademie, dosáhla sociologie charakteru přesahujícího pozitivistický sběr dat a velké deterministické systémy strukturálního práva. Jeho sociologie se zabývala novokantovskou kritikou hranic vnímání.

## Pozitivistický vs. antipozitivistický pohled
Debata o antipozitivismu je obecně jedním z nejdůležitějších pojmů zavedených do moderní sociální vědy. To vedlo k zásadnímu rozlišení dvou způsobů nahlížení a zkoumání světa kolem nás – pozitivistického a antipozitivistického. Pozitivismus zastává myšlenku, že sociální a kulturní jevy můžeme zkoumat pomocí stejných empiricky založených metod, jež lze nalézt v exaktních či přírodních vědách, mezi něž patří ku příkladu biologie nebo matematika. Protipólem je pohled antipozitivistický, který, jak již bylo výše zmíněno, naznačuje, že při cestě k porozumění okolních jevů bychom se měli spoléhat především na interpretace společenských jevů. Primární rozdíl mezi těmito dvěma pohledy lze ilustrovat i na metodách výzkumu prováděných v rámci studií. Pozitivistický výzkum upřednostňuje statistické analýzy, zatímco ten antipozitivistický je spojen s kvalitativním nenumerickým výzkumem, jehož cílem je primárně porozumění smyslu, který lidé vkládají do svého jednání. Konkrétně se může jednat například o terénní výzkum či diskurzivní analýzu.
Antipozitivisté tvrdí, že nic takového jako skutečná objektivita neexistuje. Vědci zapojení do jakékoli studie by si měli být vždy vědomi svých vlastních kulturních přesvědčení, protože budou ovlivňovat interpretace, ať už to chtějí nebo ne. Vědci se nemohou distancovat od předmětu své studie a vlivem toho nemohou být nikdy zcela objektivní, ačkoliv třeba navzdory své vůli.

## Přehled antipozitivistických přístupů
V sociálních vědách existuje několik přístupů, které se vymezují proti pozitivistickému pohledu. Mezi ně se řadí například chápající sociologie či kritická sociologie.
Chápající sociologie byla rozvinuta Maxem Weberem, je napojená na hermeneutiku a akceptuje subjektivitu. Zabývá se zejména pochopením lidského sociálního chování a jeho vlivu na sociální kontext jako takový. Kritická sociologie byla naopak rozvinuta Karlem Marxem, německým sociologem a publicistou, obsahuje nomotetický i idiografický přístup a usiluje o spojení antipozitivistického interpretativního přístupu s pozitivismem skrze rozvoj obecných zákonů při akceptování subjektivity a induktivní logiky.

## Příklady antipozitivismu

### Paul Willis:Learning to Labour(1977)
Paul Willis navazuje na marxismus a ve svém díle rozvíjí myšlenku, jak mladí muži z dělnických rodin přijímají identitu dělníka. Willis k výzkumu používá zúčastněné pozorovaní a nestrukturované rozhovory. Zásadní v jeho výzkumu byla právě antipozitivistická metoda. Chlapci by totiž jinak nemuseli být tak upřímní a otevření jako ve skupinovém rozhovoru.

### Howard Becker:Labelling theory(1963)
Hlavním objektem zájmu Howarda Beckera byli uživatelé drog, jež pozoroval a stýkal se s nimi v jazzových barech. Neformálním způsobem se tak zabýval svými výzkumnými subjekty a sledoval deviace a kriminalitu jako jednotlivec. Během pozorování si všiml, že zločin je něco, co lidé takto označují v závislosti na okolnostech. Na základě těchto poznatků později založil svou vlivnou „teorii nálepkování“, která se později uplatnila i v jiných odvětvích sociologie.